# Heliga förbönskyrkan, Haboviči
Heliga förbönskyrkan (belarusiska: Свята-Пакроўская царква; translitteration: Svjata-Pakrowskaja tsarkva) är en belarusisk-ortodox träkyrkobyggnad belägen i den västra delen av byn Haboviči, i distriktet Kobrynski Rajon i Brests voblast, i västra Belarus.
Kyrkan är helgad åt Guds Moders Beskydd och tillhör Brest stift i den Belarusisk-ortodoxa kyrkan.

## Historik
Heliga förbönskyrkan i Haboviči byggdes år 1899. 1987 genomgick den reparationer.

## Kyrkan
Kyrkans bas är korsformad och är stämplat som ett monument.
Inne i kyrkan finns ikoner från 1700- och 1800-talen.

## Bilder

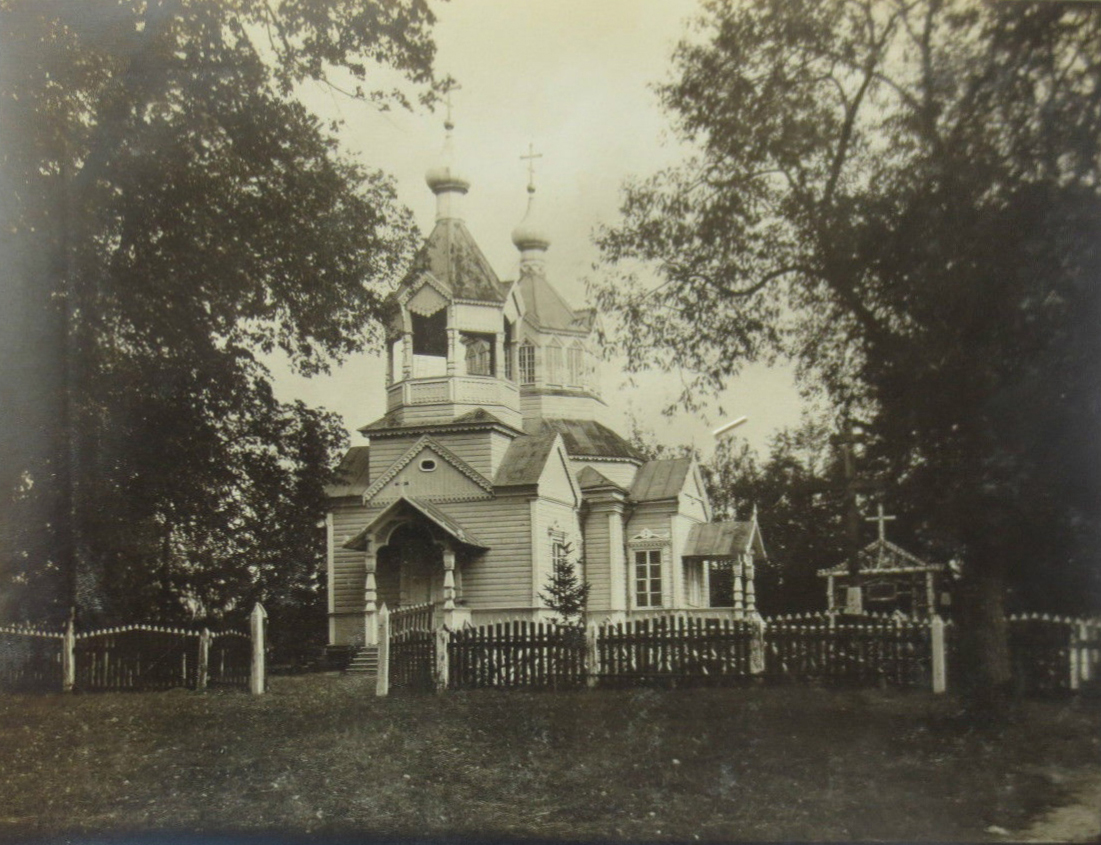
Heliga förbönskyrkan i september 1915.
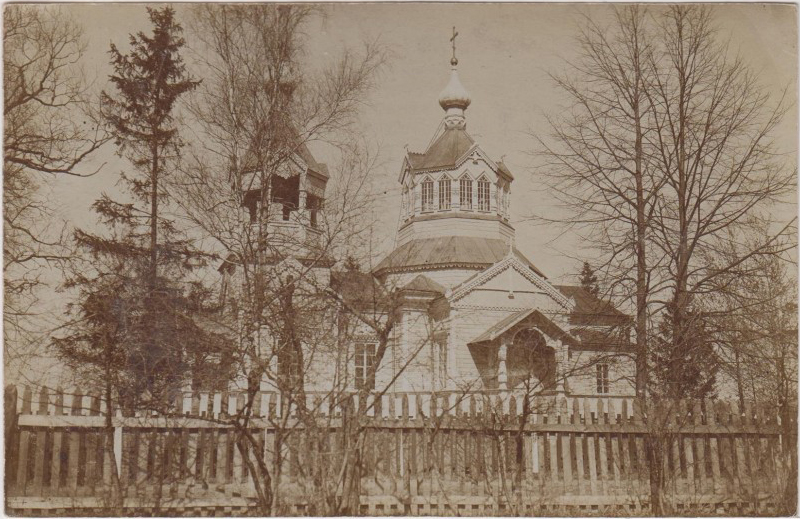
Kyrkan omkring 1917.

### Allmänna källor
- Царква Покрыва Прасвятой Багародзіцы, Хабовічы - Архіварта — Партал спадчыны Беларусі (archivarta.by)
- Храм Пакрова Божай Маці Хабовічы (hram.by)
- Царква Покрыва Прасвятой Багародзіцы | вёска Хабовічы Брэсцкая вобласць (radzima.org)
- Хабовичи (globustut.by)